# Pornografiaffæren
Pornografiaffæren var en retsproces indledt af Københavns Sædelighedspoliti og 5. Undersøgelseskammer i 1955 mod den homoseksuelle subkultur i København. 
Aktionen havde ikke meget med pornografi at gøre, men gjorde at myndighederne kunne afhøre mellem 600-1500 mænd. Målet med aktionen var at retsforfølge personer, der have haft sex med unge mænd under 18 år. På det tidspunkt var 18 år den homoseksuelle lavalder. 
Pornografiaffæren startede 30. marts 1955 med en ransagning mod Axel Lundahl Madsen og hans senere mand Eigil Eskildsens firmaer Dansk Fototjeneste og International Model Service beliggende i Herluf Trolles Gade 7. Politiet slog også til mod International Homosexual World Organization, en forening dannet af Axel Axgil for at sælge softporno og kontaktannoncer til homoseksuelle i hele verden samt tidsskriftet Vennen, der var medlemsblad for Forbundet af 1948. Under aktionen beslaglagde politiet firmaernes kartoteker og lister over abonnenter og annoncører. 
Pornografi-affæren bredte sig derefter som ringe i vandet og medførte fyringer, opsigelser fra logi, selvmord og fængselsstraffe. Martin Elmer skriver i sin bog Selvmordsrapporten fra 1974, at mellem 60 og 70 homoseksuelle begik selvmord i disse år. Det anslås, at der i løbet af 1955-56 i forbindelse med Pornografiaffæren var i alt 297 domfældelser: 183 for sex med unge under 18 år, og 114 for sex med unge under 15 år. 